# Vlag van Cojedes

Vlag van Cojedes (ratio 2:3)

De vlag van Cojedes bestaat uit drie horizontale banen in de kleurencombinatie oranje-zwart-blauw, waarbij de bovenste baan 2/3 van de hoogte van de vlag inneemt en elk van de andere twee banen 1/6. In de oranje baan staat een afbeelding van de zon in napelsgeel of goud met zestien stralen in een blauwe cirkel.
De oranje kleur is een mengsel van rood en geel, kleuren die symbool staan voor moed, kracht, bodemrijkdommen, geloof, reinheid, het bloed van de strijders voor de onafhankelijkheid van Venezuela en stabiliteit. De zwarte baan symboliseert wetenschap, industrie, spirituele waarden en de natuurlijke schoonheid van Cojedes. De blauwe kleur van de onderste baan en van de cirkel staat voor de hemel en de waterbronnen.
De gouden zon verwijst naar de Slag van Taguanes uit 1813 en de voorbereidingen voor de Slag van Carabobo die in 1821 plaatsvond. De stralen symboliseren de lansen van de Venezolanen uit de laagvlaktes en het patriottische vuur dat ten tijde van de genoemde veldslagen brandde — en nog steeds brandt — in het hart van de inwoners van Cojedes.
De vlag werd ontworpen door Pedro Gramcko en is in gebruik sinds 28 februari 1997.